# Avatha frontalis
Avatha frontalis là một loài bướm đêm trong họ Erebidae.